# اچ‌ام‌اس واترلو (۱۸۳۳)
اچ‌ام‌اس واترلو (۱۸۳۳) (به انگلیسی: HMS Waterloo (1833)) یک کشتی بود که طول آن ۲۰۵ فوت ۵٫۵ اینچ (۶۲٫۶۲۴ متر) بود. این کشتی در سال ۱۸۳۳ ساخته شد.